# Macrocentrus parametriatesivorus
Macrocentrus parametriatesivorus är en stekelart som beskrevs av He och Chen 2000. Macrocentrus parametriatesivorus ingår i släktet Macrocentrus och familjen bracksteklar. Inga underarter finns listade i Catalogue of Life.